# 交響曲第4番 (メンデルスゾーン)
交響曲第4番 イ長調 作品90, MWV N 16 は、フェリックス・メンデルスゾーンが1831年から1833年にかけて作曲した交響曲。『イタリア』の愛称で知られる。

## 概要
メンデルスゾーンの交響曲は全部で17曲におよぶが、はじめの全12曲ある『弦楽のための交響曲』は弦楽合奏用の習作的なものであり、その後の5曲が番号付き交響曲として数えられる。本作に付けられた「第4番」という通し番号は出版順であり、本作は全5曲の中では第1番、第5番『宗教改革』に次いで実質3番目に完成された。本作の後の作曲順は、第2番『賛歌』、第3番『スコットランド』となる。
イタリア旅行中に書き始められ、作曲開始当初メンデルスゾーン自身が家族の手紙に『交響曲「イタリア」』と説明していたことからその愛称で呼ばれるこの曲は、躍動的なリズム、叙情と熱狂、長調と短調の交錯による明暗の表出が特徴的で、メンデルスゾーンの交響曲の中でももっとも親しまれている。長調で始まり、同主短調で終わる、多楽章の大規模な作品である（ブラームスの『ピアノ三重奏曲第1番』とバーバーの『ヴァイオリン協奏曲』に他の例を認めることができる）。最終楽章にイタリアの舞曲であるサルタレッロが取り入れられているが、これ以外には具体的にイタリアの音楽を素材としてはおらず、標題音楽的な要素も認められない。

### 作曲の経緯
1830年10月から翌1831年4月にかけて、メンデルスゾーンはイタリアに旅行し、ローマでは謝肉祭や教皇グレゴリウス16世の就任式などを目にしている。その間にこの曲の着想を得て、作曲に取りかかったことが彼の手紙などから分かっている。しかし「何としてもイタリア滞在中に書き上げようとしています」と家族に手紙でつづった意欲とは裏腹に、旅行中には仕上がらず、一度は中断したものと考えられている。
1832年の11月、メンデルスゾーンはロンドンのフィルハーモニック協会から交響曲、演奏会用序曲、声楽曲各1曲の作曲依頼を受けた。これを快諾した彼は手元に残っていた未完の交響曲2曲のうち、このイタリアで書き始めた曲をフィルハーモニック協会に提出することを決め、1833年1月に作曲を再開して3月13日に完成。演奏会用序曲『フィンガルの洞窟』と共にフィルハーモニック協会に提出した。メンデルスゾーン24歳のときである。

### 未完に終わった改訂
初演は1833年5月13日、ロンドンにおいてメンデルスゾーン自身の指揮によって初演され、音楽雑誌にも高い評価を受けるなど好評で迎えられた。ただメンデルスゾーンは、指揮者・演奏家として自作に触れる機会が多かったせいか自作への自己批判も厳しく、極めて短期間で作品を完成させても、出版に値する作品と自分で納得するまで何度も改訂を重ねるため相応の時間が経過しているといった例が少なくなかった。それはこの好評で迎えられた交響曲も例外ではなく、初演後しばらくして改訂することを決めて作業を始めた。
しかしメンデルスゾーンの研究者であるJ.M.クーパーらの研究家達によれば、メンデルスゾーンはこの曲の改訂を完成させることなく亡くなり、本人が封印しようとしていた1833年初演時に基づく形で指揮者・作曲家のユリウス・リーツが整理したものが出版・演奏され、多くの人に親しまれる結果になったとされる。
遺されている資料によれば、初演から出版までの経緯は以下のようになる。
1. 初演の翌年である1834年6月、フィルハーモニック協会はイグナーツ・モシェレスの指揮でこの曲を再演した。メンデルスゾーンはモシェレスから再演をするという知らせを受けており、それをきっかけとしたのか改訂作業を始めた。この交響曲はフィルハーモニック協会に2年間の独占演奏権が与えられていた。そのためメンデルスゾーンの手元にスコアはなかったため、彼は姉のファニーなどに聞いたり自分の記憶を頼りにスコアを書いている。
2. 1835年の2月までに第2～4楽章は改訂し終え、一般的にこの3つの楽章を「改訂版」もしくは改訂を始めた年である「1834年版」と称する。しかし第1楽章はメンデルスゾーンがモシェレスに改訂をしていることを知らせた手紙に「（第1楽章は）4小節目から全てやり直さないとならないが、その時間はない」と記す[5]など、大がかりな改訂が必要と考えていたようで、手付かずのままだった。
3. 1837年の8月から9月のバーミンガム音楽祭のために訪英したメンデルスゾーンは、フィルハーモニック協会に改めて改訂の意向を伝えたものと推測されている。同年12月にモシェレスから「（演奏に使うので）改訂版を早く完成してくれ」との手紙が送られているからである。しかし当時ライプツィヒ・ゲヴァントハウス管弦楽団の指揮者であり、私生活も結婚したばかりと公私ともに多忙なメンデルスゾーンはこの曲の改訂を進めることはできず、モシェレスが手紙で言及していた演奏会[6]では初演時と同じものが演奏された。
4. その後、1840年の秋から翌年春にかけてはしびれを切らした協会側の「第1稿を演奏するな、と言っておいて（改訂版を）送ってくれないのはどういうことだ」という抗議に対しメンデルスゾーンが「公式に約束した覚えはない」という手紙が送られるなどの険悪なやりとり（最終的に協会側がコミュニケーション不足だったと謝罪）があった記録が残っている。
5. 1840年と1842年にメンデルスゾーンは演奏会のため渡英しているが、おそらくその際に協会から自筆スコアが彼の手元に戻ってきた。しかし交響曲第3番に本格的に着手した頃の1841年3月を最後に、メンデルスゾーンがこの曲の改訂を進める意欲を表明した記録は途絶えている。
6. 1847年11月にメンデルスゾーンは急逝。彼を悼んだヴィクトリア女王の命で、フィルハーモニック協会は1848年3月にこの曲を再演した。ただし、その際に使われた手書きスコア（パート譜から再現したらしい）は現存しているが、メンデルスゾーンの自筆譜とは微妙に違っている[注釈 3]。
7. 1851年にメンデルスゾーン遺稿集の1作として、メンデルスゾーンの友人で彼の作品に精通していたユリウス・リーツが1833年版の自筆譜を整理・校訂[注釈 4]してブライトコプフ社から初めて出版。先のクーパーらは、上記の経緯からこの楽譜は初演時とほぼ同じものと結論付けている。リーツは亡くなる2年前の1875年に改めてメンデルスゾーン全集のために校訂しており、20世紀以降の校訂版でも多少の差異[注釈 4]こそあれ、基本的には全集版楽譜を踏襲している。

なお「1834年版」として一応の完成を見た第2～4楽章については、クリストファー・ホグウッドの校訂によりベーレンライター出版社から「1833年版（こちらもホグウッド校訂）」と1冊にまとめられて楽譜が出版されている。音源もジョン・エリオット・ガーディナー指揮ウィーン・フィルハーモニー管弦楽団などの演奏がある。

## 楽器編成
フルート 2、オーボエ 2、クラリネット 2、ファゴット 2、ホルン 2、トランペット 2、ティンパニ、弦五部。

## 構成
全4楽章、演奏時間は約24分。
- 第1楽章 アレグロ・ヴィヴァーチェ - ピウ・アニマート・ポコ・ア・ポコ
イ長調、8分の6拍子、ソナタ形式（提示部反復指定あり）。

木管の軽快な刻みによる2小節の序奏に乗ってヴァイオリンの生き生きとした第1主題が提示されて曲は始まる。第1主題の動機が60小節にわたり展開され、さらに50小節あまりの経過句が続いてから、ホ長調の第2主題がファゴットとクラリネットに落ち着いた表情で提示される。第2主題が発展した後、第1主題による小結尾が続く。提示部は反復指定があり、小結尾の末に反復用の経過句まで書かれているが、反復されない演奏も多い。展開部は提示部の経過句から派生した新しい主題によるフーガで始まり、これに第1主題の動機が対位法的に絡む。これが発展してクライマックスを形成して、一旦静まった後、型どおりの再現部に入る。コーダはヴァイオリンとフルートが新たな旋律を示し、展開部の新しい主題と第1主題の動機が組み合わされていく。スタッカートの三連音の朗らかな走句により曲は終わる。楽章全体を通じて沸き立つような躍動感が印象的である。
この楽章では拍子変更が全く無く、8分の6拍子で貫かれている。

- 第2楽章 アンダンテ・コン・モート
ニ短調、4分の4拍子、ロンド形式（A-B-A-B-A）。

呼びかけるような音型につづいて、素朴で愁いを帯びた旋律が木管に示される。弦が特徴的なリズムを刻む。中間部はニ長調。

- 第3楽章 コン・モート・モデラート
イ長調、4分の3拍子、三部形式。

穏やかな曲調でメヌエットに近い。主部はドイツの民族舞曲を思わせる主要主題で開始される。中間部はホルンの信号で始まり、ヴァイオリンとフルートが上行形の律動的な音型を奏する。

- 第4楽章 サルタレッロ：プレスト
イ短調、4分の4拍子、自由なロンド形式（A-B-A-C-A-C-A-コーダ）。

「サルタレッロ」とは、ローマ付近の民衆に流行した舞曲のこと。途中でなめらかな音型がタランテッラのリズムに乗って現れる。短い序奏の後にAが提示され、熱狂的に進んだ後、Bが提示される。再びAが現れた後、今度は流れるような高速の3連符でCが現れる。最後はイ短調で激しく終わる。

## 著名な引用、編曲

### ポピュラー音楽
- アポロ 100（英語版） - 『Mendelssohn's 4th (Second Movement〔ママ〕)』というタイトルで第一楽章の一部がアレンジされている（アレンジ名のSecond Movementとはメンデルスゾーンのオリジナルに続く第二弾と言う意味である。）。

### 接近メロディ
- 神戸電鉄の接近メロディに第1楽章のアレンジが用いられている。
- 小田急多摩線黒川駅の接近メロディに第1楽章の一部が用いられている。